# Tanjay
Tanjay, in Tagalog Lungsod ng Tanjay und in Cebuano Dakbayan sa Tanjay, ist eine Component City in der Provinz Negros Oriental auf der Insel Negros auf den Philippinen. Sie hat 80.532 Einwohner (Zensus 1. August 2015), die in 24 Barangays leben. Sie gehört zur vierten Einkommensklasse der Gemeinden auf den Philippinen. Den Titel einer Component City erhielt die Großstadt am 5. März 2001 verliehen. 
Sie liegt etwa 31 km nördlich von Dumaguete City, die Reisezeit beträgt rund fünfundvierzig Minuten mit dem Bus, mit dem Auto etwa dreißig Minuten. Ihre Nachbargemeinden sind Amlan im Süden, Pamplona und Bayawan im Westen, Bais City im Norden. Der schmale Küstenstreifen im Osten liegt an der Tanon-Straße, der Insel Cebu gegenüber. 
Der Tanjay City Board walk liegt am Mainit Beach im Barangay San Isidro, auf ihm läuft man durch einen geschützten Mangrovenwald.
Im Tanjay Rizal Park steht eine Statue des philippinischen Nationaldichters und Helden Dr. Jose P. Rizal.

## Barangays
| - Azagra - Bahi-an - Luca - Manipis - Novallas - Obogon - Pal-ew - Poblacion I (Barangay 1) | - Poblacion II (Barangay 2) - Poblacion III (Barangay 3) - Poblacion IV (Barangay 4) - Poblacion V (Barangay 5) - Poblacion VI (Barangay 6) - Poblacion VII (Barangay 7) - Poblacion VIII (Barangay 8) - Poblacion IX (Barangay 9) | - Polo - San Isidro - San Jose - San Miguel - Santa Cruz Nuevo - Santa Cruz Viejo - Santo Niño - Tugas |